# Кирманшоев, Хубаншо
 Хубаншо Кирманшоев (тадж. Хубоншо Кирмоншоев, 1900, Хорог, Хорогский район, Памирский уезд, Ферганская область, Российская империя — 9 ноября 1938, Ош (Кыргызстан), Ошский округ, Киргизская ССР, СССР) — российский революционер, военный и политический деятель, член РКП(б) с 1921 года, уполномоченный Особого отдела ВЧК военной контрразведки в Ишкашимском и Ваханском районах на Юго-Востоке ГБАО Таджикской АССР, на границе с Королевством Афганистан (1920—1927). Председатель Областной партийной контрольной комиссии Горно-Бадахшанского областного комитета КП(б) Таджикистана. Активный борец за установление Советской власти, командир красных партизан с целью свержения господства белогвардейцев и Бухарского эмирата на Памире, участвовал в боях с басмачеством в Дарвазе и на Восточном Памире.

## Биография
Родился в 1900 году в Хороге (ныне город Хорог, областной центр ГБАО Республики Таджикистан), на Памире Ферганской области Туркестанского генерал-губернаторства Российской империи. Окончил русско-туземную школу в Хороге, созданную Памирским отрядом со штаб-квартирой на Хорогском посту для коренных жителей
На Памире в 1918 г. солдаты-большевики Памирского отряда совместно с коренным населением организовывают Общепамирский Ревком. Ревком начинает формировать вооружённые отряды Красной гвардии на Памире, Кирманшоев Хубаншо вступает в её ряды. В этот год при агитации против басмачества в кишлаке Гульча в Ошском уезде Ферганской области Туркестанского генерал-губернаторства курбаши Мадамин-бек арестовал Кирманшоева.
В скором времени в ходе вытеснения Красной армией белогвардейцев из города Ош Кирманшоев был освобождён из Ошской тюрьмы и по возвращении в Хорог становится организатором отрядов красных партизан на Памире (1919).
Бывший командир Памирского отряда генерал А. В. Муханов в декабре 1919 года отправил на Памир отряд во главе с полковником В. Н. Тимофеевым. В отряде были чехи, тюрки, немцы, австрийцы и др. С прибытием отряда советская власть на Памире пала, командованием Памирским погранотрядом принял на себя Тимофеев. Начались репрессии против сторонников большевиков.
Зимой 1920 года части басмаческих отрядов Мадамин-бека отступали из Ферганской долины через г. Ош в Гульчу, в ходе которого один из его отрядов весной дошёл до Мургаба на Восточном Памире, захватил Памирский пост и вырезал весь белогвардейский пост.
Полковник Тимофеев, узнав об этом, поспешил оставить Памир. Перед его уходом были арестованы двое коренных жителей — Хубаншо Кирманшоев и Азизбек Наврузбеков, служившие на Хорогском посту. Их имущество подверглось конфискации, а Наврузбеков был приговорён к расстрелу, и лишь благодаря заступничеству военнопленного доктора хорвата Вичича Тимофеев отпустил их. Уход через Восточный Памир в Китай не представлялся возможным из-за басмачей, и Тимофеев с частью отряда покинул Памир с юго-востока и ушёл через афганский регион Вахан в Индию.
После бегства полковника Тимофеева власть на Хорогском погранпосту перешла к басмачам из Дарваза, представлявшим «интересы Бухарского эмирата в Дарвазе», которых призвало духовенство, возглавляемое местными ишанами

«Осенью 1919 г., когда дорога от Оша на Памир была занята басмачами и белогвардейцами во главе с полк. Мухановым, <…> на Памир приехал новый начальник отряда полковник Тимофеев, <…> перед бегством начальником отряда были арестованы двое из таджиков, служившие в отряде: т. Хубоншо Кирманшаев и Азизбек Наурузбеков <…> Но бегство в Китай через Восточный Памир не удалось, так как киргизами-басмачами был вырезан весь Памирский пост (60 чел.) и, боясь басмачей, <…> белогвардейцы бежали в Индию. Таким образом, на Памире, за исключением одного армянина-жестянщика, 2 военнопленных в Хороге и одного русского в Ишкашиме, осталось только местное население. <…> Басмачи выгнали с поста всех служивших там таджиков. На посту остались из нас только я в околодке и т. Таваккал Бердаков на электростанции. Передавая пост бухарцам, мы патрон им не передавали, а спрятали их в землю <…> Бухарцы прожили на посту три месяца, брали взятки, назначали чиновников-мирахуров, отправляли с поста казённые вещи к себе домой. Тогда часть таджиков — бывших милиционеров — стали готовиться к тому, чтобы прогнать басмачей с Памира. Для этого мы собрали в оружейной мастерской на разных частях 3 берданы и пристреляли их. <…> Нападение на басмачей было осуществлено нами в мае-месяце (1920). <…> Подойдя к казармам, мы сразу закричали „ура“ и дали выстрелы. <…> Все басмачи были арестованы. Избежал ареста только главный из них, бывший в это время у ишана Саида Махмуда Шо, который отказался его выдать. <…> ишаны начали уговаривать наших родителей, чтобы они убедили нас отдать пост обратно бухарцам, угрожая в противном случае убить нас. Но мы не послушались ни ишанов, ни родителей. <…> Они осаждали пост 10 дней, но наши силы за это время всё росли, так как к нам присоединилась молодёжь. <…> Через 10 дней к нам присоединились поршневцы, и в тот же день нами были переправлены из Афганистана бывшие там Вичич, Воловик и др., которых афганцы хотели уже отправить в Кабул. В то же время к нам подошла помощь из Ишкашима и Вахана. После этого шахдаринцы сняли осаду и сдали нам начальника Бухарской шайки, которого мы выгнали в Дарваз. Вичич был выбран руководителем Памиротряда, а на всех западно-памирских постах была организована милиция из таджиков. <…> Советский отряд пришёл только в августе 1920 г. Начальником этого отряда был Семыкин»— Карамхудо Ельчибеков
В 1920—1921 годы красногвардеец Хубаншо Кирманшоев активно участвовал против банд басмачей на Западном Памире — в Хороге, Дарвазе и на Восточном Памире:

«…Ввиду того, что в кишлаке Кеврон Калай-Хумбского района басмачи нас окружили, мы были вынуждены отступить и перейти реку Пяндж на сторону Афганистана. Но враг был уничтожен, после чего Додихудоев Кадамшо с некоторыми товарищами из нашего отряда на Афганской стороне переправил через реку на Родину, в Советский Союз: Наврузбекова Азизбека, Мезарбонова Рушат, Амдинова М. [Меретдина], Кирмоншоева [Кирманшоева Хубаншо], Абдуллоева Сайфулло, но часть нашего отряда В. Ч. К. осталась на территории Афганистана, пока не получили распоряжения Афганского правительства…»— Ульфатшо Мералишоев
Служил уполномоченным Особого отдела ВЧК в Ишкашимском и Ваханском районах (упразднён в августе 1948 года) на Юго-Востоке ГБАО, на границе с Королевством Афганистан на Памире. Будучи контрразведчиком, активно боролся против контрреволюционеров и внешних врагов страны — афганской и английской разведки: на этом участке была активизирована заброска агентуры через Восточный Памир в Алайскую и Ферганскую долины (1920—1927).
Хубаншо Кирманшоев в 1931 году был избран главой памирской делегации съезда красных партизан Таджикской ССР в г. Сталинабаде в составе семи делегатов: «Выписка из удостоверения № 491 от 4/V‑1931 г. Предъявитель сего тов. Кирманшоев действительно является руководителем Памирской делегации Красных партизан в числе 7 человек, которые следуют на съезд Красных партизан Таджикистана в г. Сталинабад».
Председатель Областной контрольной комиссии Горно-Бадахшанского областного комитета КП(б) Таджикистана с 1930 по 1933 год.
Прохождение военной службы в трудных климатических условиях Памира, участие в боях в стуже, сухости и сырости высокогорий сильно подорвали здоровье Кирманшоева. В 1934 году он тяжело заболел и лишился полностью зрения, ему назначили пенсию по нетрудоспособности, а с 1936 года ему была назначена персональная пенсия.
В конце октября 1937 года арестован управлением НКВД по ГБАО согласно указанию тройки областного уровня. Всё его имущество было конфисковано, а дом передан на баланс городской жилищно-коммунальной организации Хорогского горисполкома. Во время обыска в том числе изъяли множество документов и фотокарточек.
Бибимо Ходжаева, супруга Хубаншо Кирманшоева тоже была арестована и отправлена вместе с тремя детьми — Шириджоном, которому на момент ареста было 11 лет, Джонаном (7 лет) и Муминшо (3 года) — в ссылку в г. Ош Киргизской ССР. В ссылке члены его семьи пробудут до 1939 года включительно, «ни ей, ни сыновьям более не суждено будет увидеться с мужем и отцом».
В период заключения в городе Хороге Хубаншо Кирманшоев пробыл 2 месяца в областной больнице. Невзирая «на тяжёлое состояние, по приказу тройки, 10 декабря 1937 года его под конвоем этапировали из Хорогской тюрьмы № 8 в Ош».
Хубаншо Кирманшоев умер 9 ноября 1938 года в тюрьме города Ош Ошского округа Киргизской ССР по причине кровоизлияния в мозг.

## Семья
- Супруга — Ходжаева Бибимо (1908—1991) — арестована в 1937 году, отправлена с тремя детьми в ссылку в г. Ош Киргизской ССР, по возвращении из ссылки в 1939 году в Хорог она осталась ни с чем, всё было конфисковано ещё в тревожном 37-м[1][2], ей предоставили «только одну комнату. На улице знакомые и друзья с ней не здоровались, отворачивались. По словам её сына Муминшо, к ним домой никто не приходил, даже самые близкие люди. Все боялись, и лишь Кадамшо Додихудоев часто навещал их и приносил им мясо, масло и другую еду. Мать Муминшо называла Кадамшо „отцом“». Полного восстановления чести несправедливо «признанного виновным» мужа добилась лишь спустя 53 года «в марте 1990 года» после его ареста[1].
- Сыновья: Ширинджон (23.02.1926—30.12.2002), Джонан (15.07.1930—20.07.2000) и Муминшо (10.08.1934—12.06.2013)[1][2].
- Внук — Хубоншоев Юрий Ширинджонович (1957—2012) — полномочный представитель Фонда Ага Хана по странам СНГ (1993—2012), вёл переговоры о ратификации межправительственных соглашений между Имаматом Его Высочества Принца Ага Хана (AKDN) и правительствами Содружества[к. 13]. В годы Гражданской войны в Таджикистане организовал поставки гумпомощи (продовольствие объёмом свыше сотни тысяч тонн), нефтепродуктов, оборудования и стройматериалов на Памир. Поставки осуществлялись по высокогорной автодороге протяжённостью более 700 км от г. Оша до г. Хорога, а затем направлялись и распределялись по всем населённым местам Памира (в частности ГБАО)[1].

## Память
- На его родном Памире в целях увековечивания памяти Хубаншо Кирманшоева «Подправленное изображение Хубаншо Кирманшоева до ареста» с 1960‑х гг. украшает (в числе других портретов основателей советской власти на Памире) парадные входы зданий во всех школах, госучреждениях, институтах и всех вновь созданных ВУЗах ГБАО[1],
- Имя Хубаншо Кирманшоева носит улица в Хороге[1].

### Комментарии
1. ↑  «Ваханский район был упразднён в августе 1948 года»[1].
2. ↑  Территория нынешней Горно-Бадахшанской автономной области на востоке Таджикистана в начале XX века предоставляла собой в административном отношении Памирский район с правами уезда, находившийся в подчинении военного губернатора Ферганской области.
3. ↑  Подполковник А. В. Муханов начальник Памирского отряда в рапорте от 2 января 1910 года так изложил сведения о школе: «С минувшей осени на базарчике в Хороге в специально отстроенном помещении открыта школа для детей туземцев. <…> включает в себя: русский язык — чтение и письмо; география — сведения о земном шаре и <…> из географии России; история — краткие сведения из истории России; гигиена…»[1].
4. ↑  «Солдаты совместно с народонаселением Памира в 1918 г. создают Обще Памирский Ревком. Ревком Памира со своей стороны создает отряды Красной гвардии и Кирманшоев Хубаншо становится в ряды красногвардейцев. В скором времени в момент агитации против басмачей в с. Гульча в Ошском уезде был арестован одним из руководителей басмачества в Ферганской долине, курбаши Мадамин-беком (1918)»[2].
5. ↑  «Со второй половины 1918 года тот (полное имя — Мухаммад Амин Ахмадбек) сражался против Красной армии, а в 1919 году уже контролировал всю Ферганскую долину и командовал отрядами численностью до 30 тысяч сабель»[1].
6. ↑  «В ходе очистки Красной армии белогвардейцев из г. Ош Хубаншо Кирманшоев был освобожден из тюрьмы г. Ош. По возвращении в Хорог организовывает Красные партизаны на Памире (1919)[2].
7. ↑  «…выступил одним из организаторов особого коммунистического отряда Красных партизан на Памире. …целью они ставили свержение власти белогвардейцев и Бухарского эмирата на Памире. Для этого им нужно было овладеть Хорогским погранпостом (эмират тогда был подконтролен России)»[1].
8. ↑  «Для укрепления позиций белогвардейцев на Памире генерал А.В. Муханов направил в Хорог отряд под командованием полковника Тимофеева. Осенью 1919 г. Советская власть на Памире была свергнута»[7].
9. ↑  Эмират Афганистана с 1923 года был преобразован в Королевство Афганистан.
10. ↑  «Кирманшоев решительно боролся против англо-афганской разведки и поддерживаемых ею контрреволюционеров... Их целью были нажива и общее затруднение обстановки на Памире, как на одном из самых проблемных пограничных участков СССР»[1].
11. ↑  Тройка на уровне руководство Горно-Бадахшанской автономной области состоял из 3-х человек — начальника областного Управления НКВД, 1-го секретаря Областного комитета КП(б) Таджикистана и прокурора области.
12. ↑  «Осужден "тройкой" при обл. УНКВД на 8 лет л/с. До этапирование в г. Ош тяжело больной арестованный Хубаншо Кирманшоев лежал 2 месяца в больнице г. Хорога. По ходатайству Тройки области Постановлением тройки Таджикской ССР был этапирован 10 декабря 1937 г. из тюрьмы № 8 г. Хорога до места заключения в г. Ош в Киргизской ССР»[2].
13. ↑  «С правом оформления и подписания документов от имени Фонда Ага Хана[1].